# Karl Eugen Becker (Ingenieur)
Karl Eugen Becker (* 20. August 1932 in Saulgau; † 15. April 2024 in Schäftlarn) war ein deutscher Ingenieur und Manager. Er war Präsident des Vereins Deutscher Ingenieure (VDI) von 1983 bis 1988.

## Leben
Becker studierte Maschinenbau an der Universität Stuttgart. Hier schloss er sich dem Corps Rhenania an. Am Lehrstuhl für Maschinenkonstruktionslehre und Kraftfahrzeugbau der Universität Karlsruhe wurde er zum Dr.-Ing. promoviert. Nach einer Tätigkeit als Technischer Direktor für Forschung und Entwicklung bei WMF stieg er 1968 in die Geschäftsführung der Werner & Pfleiderer KG in Stuttgart ein, deren Vorsitz er später übernahm. 1983 wechselte er an die Spitze der Geschäftsleitung des TÜV Bayern. Im gleichen Jahr trat er die fünfjährige Amtszeit als Präsident des VDI an.
Unter der Führung von Karl Eugen Becker schlossen sich die süddeutschen TÜVs zur Aktiengesellschaft TÜV Süddeutschland zusammen. Er prägte den Wandel der Technischen Überwachung vom regionalen zum globalen Prüf- und Zertifizierwesen. 1998 verließ er den Vorstand der TÜV Süddeutschland AG und wechselte als Vorsitzender in den Aufsichtsrat der TÜV Süddeutschland Holding AG.

## Ehrungen
Becker war Ehrensenator der Universität Stuttgart (1989) und Honorarprofessor an der TU München (1990) sowie Ehrenmitglied des VDI (1983).
- 1988: Verdienstkreuz 1. Klasse des Verdienstordens der Bundesrepublik Deutschland
- 1992: Bayerischer Verdienstorden
- 1998: Großes Verdienstkreuz des Verdienstordens der Bundesrepublik Deutschland
- 1999: Staatsmedaille für besondere Verdienste um die bayerische Wirtschaft
- 2003: Grashof-Denkmünze des Vereins Deutscher Ingenieure